# زهماتال
زهماتال (به آلمانی: Sehmatal) یک شهر در آلمان است که در ارتسگبیرگسکرایس واقع شده‌است. زهماتال ۷٬۲۷۰ نفر جمعیت دارد.